# 789 (číslo)
Sedm set osmdesát devět je přirozené číslo. Následuje po čísle sedm set osmdesát osm a předchází číslu sedm set devadesát. Římskými číslicemi se zapisuje DCCLXXXIX a řeckými číslicemi ψπθ.

## Matematika
789 je:
- Deficientní číslo
- Poloprvočíslo
- Nešťastné číslo

## Astronomie
- (789) Lena je planetka hlavního pásu, kterou objevil v roce 1914 Grigory Neujmin

## Roky
- 789
- 789 př. n. l.